# Аване
Аване (итал. Avane) је насеље у Италији у округу Пиза, региону Тоскана.
Према процени из 2011. у насељу је живело 1157 становника. Насеље се налази на надморској висини од 7 м.